# 地球統計学
地球統計学は自然界における様々な現象の関連性をモデル化して推定する統計学であり、1960年代のデータ解析技術から発展してできた比較的新しい学問分野である。
採掘現場にて鉱石品位の確率分布を予測するために独自に開発された。
現在は、石油地質学、水文地質学、水文学、気象学、海洋学、地球化学、地理学、林業、空気調和、景観生態学、土壌学、農業（特に精密農業）を含む多様な分野で採用されているほか、疫学、物流兵站、効率的な空間ネットワーク開発など地理関連の諸分野に適用されている。
地球統計アルゴリズムは、地理情報システムやR言語など多くのソフトウェアに組み込まれている。

## 背景
内挿法と密接に関連しているが、それよりも遥かに複雑な計算問題を処理する必要がある。
地球統計学手法は、空間的な予測及びシミュレーションに関連する不確実性をモデル化するランダム関数（または確率変数）理論に基づく統計モデルに依存している。
逆距離加重、バイリニア補間、最近傍補間などの多くの単純な内挿法やアルゴリズムは、地球統計学の登場以前に既に知られていた 。
未知の位置での現象を一連の相関する確率変数として研究する点で単なる内挿法とは異なっている。
Z(x) は 、特定の位置xにおける関心対象の未知（例えば、温度、降水量、ピエゾレベル、地質学的顔貌など）の変数とする。
計算過程上、測定できる位置xの値が存在するが、地球統計学においては未測定とし無作為値とする。
左記の無作為値は、Z(x) の周辺の特定情報に依存する累積分布関数により定義されている。
{\displaystyle F({\mathit {z}},\mathbf {x} )=\operatorname {Prob} \lbrace Z(\mathbf {x} )\leqslant {\mathit {z}}\mid {\text{information}}\rbrace .}
一般的には、Zの値がx（またはxの近傍値）に近い位置とした場合、この位置周辺でZ(x) の累積分布関数を制約できる。
地理空間的連続性が高く推測される場合には、Z(x) は周辺で求めた値と同様の値のみが得られる。
逆に、左記連続性が見られない場合はZ(x) は任意の値となる。
地域全体に単一の空間モデルを適用することによって、同じ統計的性質が適用可能となる。
いくつかの地理統計の方法が、この定常性仮説の緩和方法を提供している。
1. Z(x)の推定理論においては、典型的にf(z,x)の期待値、中央値、最頻値を推定する問題として示される。
2. 実際に各位置で算出可能な結果を考慮し、全体の確率密度関数f(z,x)から標本調査する。

当手法においてはZと代替可能な地図を複数作成し行われる。
N個のグリッドノード（またはピクセル）で離散化された対象地域を考えるとして、各地図は完全なN次元同時分布関数の抽出標本である。
{\displaystyle F(\mathbf {z} ,\mathbf {x} )=\operatorname {Prob} \lbrace Z(\mathbf {x} _{1})\leqslant z_{1},Z(\mathbf {x} _{2})\leqslant z_{2},...,Z(\mathbf {x} _{N})\leqslant z_{N}\rbrace .}
当手法では、補間の問題における複数解が確認できる。
各地図は、実際の変数はどうなるか可能な状況として考えられている。
関連付けられている全ての作業手順は、結果的に確率論的予測が可能な予測アンサンブルとして機能している。
従って、地球統計学は頻繁に逆問題を解く際の空間モデルを生成や更新に使用される。
地球統計的な多くの推定方法が存在し、いくつかの参考書は分野の包括的概要を記載している。

## 手法

### 推定

#### コクリッキング
コクリッキングは、推定しようとする変数と相関関係にある別の変数との線形結合として推定する手法である。クリキングと少し似ているが、クリキングはある地点の変数を既知のデータの線型結合として推定する。
クリギング
クリギング（英: kriging）はバリオグラム・モデルを利用して任意地点における確率変数を予測する手法である。
指示クリギング
指示クリギング（英: indicator kriging）は任意地点における確率変数がある閾値未満の、または閾値を超える値をとる場合の非線形なクリギング手法である。

### シミュレーション
- マルコフ連鎖
- マルコフ連鎖地球統計学（英語版）
- サポートベクターマシン
- セル・オートマトン